# 林晓昌
林晓昌（1962年—），汉族，中华人民共和国企业家、政治人物，云南省德宏州侨联副主席、云南恒燊能源科技开发有限公司董事长，第十一、十二届全国政协委员。
2008年，当选第十一届全国政协委员，代表中华全国归国华侨联合会，分入第二十五组。